# Life on Earth (TV serija)
Life on Earth: A Natural History Davida Attenborougha je britanska televizijska naravoslovna serija, ki jo je posnel BBC v sodelovanju z Warner Bros. Television in Reiner Moritz Productions. V Združenem kraljestvu so jo prenašali od 16. januarja 1979.
Med potekom serije voditelj David Attenborough po formatu, ki sta ga vzpostavila Civilizacija Kennetha Clarka in The Ascent of Man (Vzpon človeka) Jacoba Bronowskega (obe seriji je zasnoval in produciral kot režiser BBC Two), potuje po svetu, da bi izsledil zgodbo o razvoju življenja na planetu. Tako kot prejšnja serija je bila razdeljena na 13 epizod (vsaka traja približno 55 minut). Izvršni producent je bil Christopher Parsons, glasbo pa je zložil Edward Williams.
Zelo cenjen je prvi v seriji programov Attenboroughovo Life, sledil pa mu je The Living Planet (Živi planet: portret Zemlje) (1984). Uveljavil je Attenborougha kot ne le najpomembnejšega televizijskega naravoslovca, ampak tudi ikonično osebnost britanskega kulturnega življenja.

## Snemalne tehnike
Izvedenih je bilo več posebnih snemalnih tehnik, da bi pridobili nekaj posnetkov redkih in izmuzljivih živali. Neki snemalec je na stotine ur čakal na minljivi trenutek, ko je Darwinova žaba, ki v svojih ustih vali svoje mladiče, te končno izpljunila. Drugi je v vodoravno nameščenem kolesu zgradil repliko rova, tako da se je lahko kolo vrtelo, ko je žival tekla vzdolž predora, da je ta ostala v bližini kamere. Za ponazoritev gibanja netopirjevih kril med letom so v vetrovniku posneli počasno sekvenco. Serija je bila tudi prva, ki je vključevala posnetke živega (čeprav umirajočega) koelakanta.
Snemalci so izkoristili izboljšano kvaliteto filma, da so izdelali nekaj najostrejših in najbolj barvitih posnetkov divjih živali, ki so jih lahko videli do zdaj.
Programi so tudi uvedli slog predstavitve, pri katerem je David Attenborough začel opisovati vedenje določene vrste na eni lokaciji, preden je prešel na drugo, da bi dokončal svojo ilustracijo. Kontinuiteta je bila ohranjena, kljub temu, da so bile takšne sekvence posnete več mesecev in na tisoče kilometrov narazen.

## Srečanje z gorilo
V 12. epizodi Attenborough naleti na skupino gorskih goril v zatočišču Dian Fossey v Ruandi. Primati so se skozi leta preučevanja raziskovalcev navadili na ljudi. Attenborough se je prvotno nameraval le dovolj približati, da bi pripovedoval o tem, kako opice uporabljajo palec, toda ko je po vseh štirih napredoval proti območju, kjer so se hranile, se je nenadoma znašel iz oči v oči z odraslo samico. Zavrgel je svoj scenarijski govor, se obrnil proti kameri in zašepetal ad libitum:
V izmenjavi pogleda z gorilo je več pomena in medsebojnega razumevanja kot s katero koli drugo živaljo, ki jo poznam. Njihov vid, njihov sluh, njihov voh so tako podobni našim, da vidijo svet na približno enak način kot mi. Živimo v enakih družbenih skupinah z večinoma stalnimi družinskimi odnosi. Hodijo po tleh tako kot mi, čeprav so neizmerno močnejši od nas. Torej, če je kdaj obstajala možnost, da pobegnemo iz človeškega stanja in domiselno živimo v svetu drugih bitij, mora biti to z gorilo. Samec je izjemno močno bitje, vendar svojo moč uporablja le, ko ščiti svojo družino in zelo redko je, da v skupini pride do nasilja. Zato se zdi zelo nepravično, da bi človek izbral gorilo za simbol vsega, kar je agresivno in nasilno, čeprav je to edina stvar, ki gorila ni – in kar mi smo.
Ko se je Attenborough naslednji dan vrnil na lokacijo, so se samica in dve mladi gorili začeli negovati in igrati z njim. V svojih spominih Attenborough to opisuje kot »eno najbolj vznemirljivih srečanj v mojem življenju«. Kasneje je na svojo žalost odkril, da je bilo posnetih le nekaj sekund: snemalcu je zmanjkovalo filma in ga je hotel shraniti za načrtovan opis palca.
Leta 1999 so gledalci Channel 4 glasovali za 100 največjih televizijskih trenutkov in postavili sekvenco z gorilo na 12. mesto, kar ga je uvrstilo pred kronanje kraljice Elizabete II. in poroko Charlesa in Diane.

## Kritični in komercialni sprejem
Serija je imela velik mednarodni uspeh: prodana je bila na 100 območjih, gledalo pa jo je približno 500 milijonov ljudi po vsem svetu. Vendar Življenje na Zemlji BBC-ju ni prineslo enakih prihodkov kot poznejše serije Attenborougha, ker je korporacija podpisala ameriške in evropske pravice svojim koprodukcijskim partnerjem, Warner Bros. in Reinerju Moritzu.
Bil je nominiran za štiri nagrade BAFTA TV in prejel nagrado Broadcasting Press Guild za najboljšo dokumentarno serijo. Na seznamu 100 največjih britanskih televizijskih programov, ki ga je leta 2000 sestavil Britanski filmski inštitut, za katerega so glasovali strokovnjaki iz industrije, je bil Life on Earth uvrščen na 32. mesto.

## Epizode

### 1. "Neskončna raznolikost" (16. januar 1979)
Epizoda se začne v južnoameriškem deževnem gozdu, katerega bogata raznolikost življenjskih oblik je uporabljena za ponazoritev velikega števila različnih vrst. Ker so mnogi zaradi hrane ali sredstev za razmnoževanje odvisni od drugih, David Attenborough trdi, da se niso mogli vsi pojaviti naenkrat. Odkriva, kaj je bilo prej in razloge za takšno raznolikost. Začne z razlago teorij Charlesa Darwina in procesa naravne selekcije, pri čemer za primer uporabi orjaške želve z Galapaškega otočja (kamor je Darwin potoval na HMS ''Beagle''). Fosili so dokaz o najzgodnejšem življenju in Attenborough v iskanju prepotuje navpično miljo v Veliki kanjon. Ko doseže strugo reke Kolorado, so geološke plasti stare 2000 milijonov let – vendar fosilov ni. Vendar pa »prave kamnine« najdemo na obalah Gornjega jezera v Kanadi, kjer kot oblati tanke rezine kremena, imenovane roženec, razkrivajo nitke primitivnih alg. Poleg tega se zdi, da so mikroorganizmi, ki uspevajo v  Yellowstonskem parku v Wyomingu, enaki najstarejšim fosilom na Zemlji. Podrobno je obravnavana evolucija enoceličnih bitij, od preprostih cianofitov do kompleksnejših ciliatov, nato pa od večceličnih spužev in meduz do številnih različic koral in z njimi povezanih polipov. Fosilizirani ostanki meduz so prikazani v pogorju Flinders v Avstraliji in so ocenjeni na 652 milijonov let.

### 2. "Zgradba teles" (23. januar 1979)
Naslednja epizoda raziskuje različne [[nevretenčarji|nevretenčarje]g, ki živijo v morju. V Maroku so apnenci stari 600 milijonov let in vsebujejo veliko fosilov nevretenčarjev. Na splošno spadajo v tri kategorije:zunanji skepel, morske lilije in segmentirane lupine. Razvoj bitij z oklepom je prikazan s [[ploski črvi|ploskim črvom]g, ki je sčasoma spremenil svojo obliko telesa, ko je kopanje postalo nujno zaradi hrane ali varnosti. Nato so se razvile zaščitene lovke in ovoji so sčasoma ovili celotno telo: ta bitja so ramenonožci. Najbolj uspešne živali v lupinah so mehkužci, ki jih je približno 80.000 različnih vrst. Nekatere imajo eno lupino, kot je so porcelanke, medtem ko so druge školjke, vključno s pokrovačo in orjaško zevo. Ena od vrst, ki je ostala nespremenjena milijone let, je nautilus: v svoji lupini ima flotacijske komore, ki so bile osnova za amonite. Krinoide ponazarjajo morske lilije, morske zvezde in morski ježki na Velikem koralnem grebenu. Segmentirani črvi so se razvili, da bi omogočili trajno kopanje, dobro ohranjene fosile pa najdemo v Skalnem gorovju Britanske Kolumbije. Ti so se razvili v trilobite in rake, ostvar pa je prikazan v velikem številu gnezdeč v zalivu Delaware. Medtem ko se kokosov rak razmnožuje v morju, je v vseh drugih pogledih kopenska žival in Attenborough ga uporablja za ponazoritev naslednjega evolucijskega koraka.

### 3. "Prvi gozdovi" (30. januar 1979)
Ta epizoda preučuje najzgodnejšo kopensko vegetacijo in žuželke. Prve rastline, ki so bile brez stebel, so v glavnem obsegale mahove in jetrenjake. Razmnoževali so se tako s spolnim kot nespolnim načinom razmnoževanja. Stonoge, ki izvirajo iz segmentiranih morskih bitij, so bile med prvimi, ki so izkoristile tak življenjski prostor in so jim hitro sledile druge vrste. Brez vode za prenašanje jajčec je bil zdaj potreben telesni stik med spoloma. To je bilo problematično za nekatere lovce, kot so pajki in ščipalci, ki so razvili rituale dvorjenja, da samica ne bi pojedla samca. Sčasoma so se celične stene rastlin okrepile in zrasle so višje. Med prvimi tovrstnimi vrstami so bile praprotnice in preslica. Žuželke so nato razvile krila, da bi se izognile plezanju, in |kačji pastir (ki je imel nekoč razpon kril 60 centimetrov) je eden najuspešnejših. Dovršeni utripi kril kačjih pastirjev so prikazani upočasnjeni 120-krat. Nekatere rastline, kot so sagovci, so za prenašanje peloda vključile žuželke, druge, kot so iglavci, pa širijo spore. Več kot tretjina gozdov vsebuje iglavce in kalifornijska orjaška sekvoja je največji živi organizem katere koli vrste: zraste do višine 112 metrov. Iglavci izločajo smolo, da popravijo svoje deblo, in ta je ohranjena kot [[jantar]g. V njem so našli primerke žuželk, stare 200 milijonov let. Pravzaprav so v tem času že obstajale vse danes znane žuželke.

### 4. "Drhteče horde" (6. februar 1979)
Ta epizoda podrobno opisuje odnos med cvetlicami in žuželkami. Obstaja približno milijon klasificiranih vrst žuželk in dvakrat ali trikrat toliko, ki jih je treba še označiti. Pred približno 300 milijoni let so rastline začele pridobivati žuželke, da bi jim pomagale pri razmnoževanju, in to so storile s cvetovi. Čeprav na primer magnolija vsebuje moške in ženske celice, je opraševanje z druge rastline zaželeno, saj zagotavlja večjo variabilnost in s tem evolucijo. Cvetlice se oglašajo z vonjem ali prikazom. Nekatere so se razvile tako, da proizvajajo sladko dišeč nektar, več žuželk pa je svoje dele ust razvilo v hranilne cevi, da bi ga dosegle. Vendar pa imajo nekatere vrste, kot so kukavičevke, za zagotovitev opraševanja zelo zapletene mehanizme, o katerih se je treba najprej pogajati. Drugi, kot sta juka in njeni gostujoči molji, so odvisni drug od drugega. Lovci, kot so bogomolke, so zakamuflirani tako, da se ujemajo s cvetlicami in listi, ki jih obišče njihov plen. Ker je koža žuželke hitinasta, jo mora občasno odvreči, ko zraste, in gosenica, njena buba ter metulj ali vešča, ki iz tega izhaja, so eden bolj zapletenih primerov. Termiti, mravlje ter nekatere čebele in ose so premagale vse omejitve velikosti tako, da so se združile in oblikovale superorganizme. Zelene drevesne mravlje iz jugovzhodne Azije kažejo najbolj izjemen kooperativnost pri gradnji svojih gnezd.

### 5. "Osvajanje voda" (13. februar 1979)
Ta epizoda obravnava razvoj rib. Razvili so množico oblik, velikosti in načinov pogona in navigacije. Kot primeri najzgodnejših, najpreprostejših vrst so navedeni morski brizg, suličnik in piškur. Nato so se pred približno 400 milijoni let pojavile prve ribe s hrbtenico. Pogorje Kimberley v Zahodni Avstraliji je pravzaprav ostanek koralnega grebena in starodavnega morskega dna. Tam Attenborough odkrije fosile najzgodnejših rib, ki so imele razvite čeljusti. Te so se razvile v dve obliki bitij s hrustančnimi okostji: široke (kot raže in skati) in dolge (kot morski psi). Vendar so bile najuspešnejše vrste s popolnimi kostmi, ki so se iz oceanov razširile v reke in jezera. Da bi se prilagodili tem okoljem, so do zdaj pridobili škrge za dihanje, bočno črto za zaznavanje gibanja in ribji mehur za pomoč pri plovnosti. Koralni grebeni vsebujejo največjo raznolikost vrst, od katerih so mnoge vidno obarvane, da odganjajo plenilce ali privabljajo partnerje. Njihov življenjski prostor s številnimi skrivališči na dosegu roke jim omogoča, da ostanejo tako vidni. Vendar pa odprti ocean ne ponuja takšnega zatočišča, zato je varnost v številu – tako lovci kot lovljeni plavajo v jatah in imajo oblikovana telesa za zasledovanje ali pobeg. Večina vrst, ki živijo pod termoklino, v ledenih globinah oceana, ni bila nikoli posneta in so v veliki meri predstavljene s fotografijami.

### 6. "Zasedba kopna" (20. februar 1979)
Naslednja epizoda opisuje premik iz vode na kopno. Ribe, ki so to storile, so bile v to morda prisiljene zaradi suše ali pa so se odločile, ko so iskale hrano. Kakor koli že, sčasoma so se razvile v dvoživke. Takšna bitja so potrebovala dvoje: okončine za mobilnost in pljuča za dihanje. Koelakant je prikazan kot riba s koščenimi plavutmi, ki bi se lahko razvile v noge, pljučna riba pa lahko absorbira plinasti kisik. Vendar pa so dokazi o živali, ki je imela oboje, predstavljeni v 450 milijonov let starih fosiliziranih ostankih ribe, imenovane eusthenopteron. Raziskane so tri skupine dvoživk. Sleporili so povsem opustili noge, da bi pomagali kopati, pupki in repati krkon se morajo vrniti v vodo, da lahko njihova koža diha, a najuspešnejše so bile žabe in krastače. Attenborough rokuje goliatsko žabo (Conraua goliath), največjo vrsto, da pokaže njene značilnosti. Njihova mrežasta stopala tvorijo padala, ki jih spremenijo v "bleščeče športnike", nekatere pa lahko skočijo prek 15 metrov - kar je 100-kratnik njihove telesne dolžine. Poleg tega njihove glasilke zagotavljajo, da se paritveni zvoki slišijo na razdalji do ene milje. Strupene žabe odvračajo plenilce s strupom in en tak primer bi lahko ubil človeka. Preučujejo se različne metode vzreje, vključno z odlaganjem jajčec v reke, odlaganjem jajčec v druge vlažne habitate zaradi varnosti ali, kot pri brazilski zvezdastoprsti krastači, vdelavo v kožo samega starša.

### 7. "Zmagovalci kopna" (27. februar 1979)
Ta epizoda je posvečena evoluciji plazilcev. Niso tako omejeni kot njihovi predniki dvoživke, saj lahko preživijo v najbolj vročih podnebjih. Razlog je njihova luskasta, praktično neprepustna koža. Luske ščitijo telo pred obrabo in pri nekaterih vrstah kuščarjev, kot je avstralski bodičasti hudič, služijo za zaščito pred napadom. Rogati legvan iz Zahodne Indije je tudi eden najbolj oklepljenih. Koža je bogata s pigmentnimi celicami, ki zagotavljajo učinkovito sredstvo za kamuflažo, dobro znan primer pa je kameleon. Nadzor temperature je pomemben za plazilce: ne morejo proizvajati telesne toplote v notranjosti ali znoja, da bi se ohladili. Zato se zanašajo na sonce in območja v senci. Plazilci so bili prvi vretenčarji, za katere je bila notranja oploditev nujna, zato so razvili vodotesno jajčece, iz katerega se izležejo popolnoma oblikovani mladiči. Raziskujejo starost dinozavrov in Attenborough domneva, da so podnebne spremembe morda povzročile njihovo nenadno smrt. Tisti, ki so preživeli, so živeli v vodi, nilski krokodil pa je največji danes živeči plazilec. Kače so se razvile, ko so kuščarji izgubili noge, vendar so se vrnili nad zemljo. Udavi, puhnica (Bitis arietans) in Crotalus cerastes prikazujejo metode gibanja; kače, ki jedo jajca, imajo izjemen primer zgibne čeljusti, smrtonosna teksaška klopotača (Crotalus atrox) pa je opisana kot najučinkovitejša pri odpravljanju svojega plena.

### 8. "Gospodarji zraka" (6. marec 1979)
Ta epizoda se osredotoča na ptice. Pero je ključnega pomena za vse, kar je pri ptici pomembno: je hkrati njen aeroprofil in izolator. Najzgodnejše perje so našli na fosiliziranem okostju arheopteriksa na Bavarskem. Vendar pa je imel kremplje na krilih in danes je le ena živa vrsta, ki to počne: hoacin, katerega piščanci jih imajo približno teden dni. Kljub temu služi za ponazoritev verjetnega gibanja svojega prednika. Morda se je pognal na drevesa, da bi se izognil plenilcem, in sčasoma so kostni reptilski rep nadomestili s perjem, težka čeljust pa se je razvila v keratinski kljun. Kljuni so različnih oblik, odvisno od ptičjih prehranjevalnih navad: navedeni primeri vključujejo vrečasti kljun pelikanov, kljukasti kljun jastreba in podolgovat kljun kolibrijev. Attenborough slavi čigre kot enega najbolj gracioznih letalcev, albatrosa pa kot spretnega jadralnega letalca. Hudournik je prikazan kot eden najhitrejših: leti lahko s 170 km/h. Ptice komunicirajo s prikazovanjem in/ali petjem, prikazani pa so tudi dovršeni rituali dvorjenja novogvinejskih rajčic. Vse ptice ležejo jajca, raziskuje pa se razpon različnih gnezdišč in starševskih veščin. Končno Attenborough obišče Gibraltar, da bi opazoval selitev ptic. Te se pri letenju po kopnem zanašajo na termiko in uporabljajo višino za varčevanje z energijo pri prečkanju oceanov. Ocenjuje se, da Sredozemsko morje vsako jesen preleti okoli 5000 milijonov ptic, namenjenih na jug.

### 9. "Vzpon sesalcev" (13. marec 1979)
Ta epizoda je prva od več, ki se osredotočajo na sesalce. Kljunaš in kljunasti ježki so edini sesalci, ki odlagajo jajca (na skoraj enak način kot plazilci), in iz takih živali so se razvile druge v skupini. Ker imajo sesalci toplo kri in večina gosto dlako, lahko lovijo ponoči, ko temperature padejo. Prav zaradi tega so postali uspešnejši od svojih prednikov plazilcev, ki so se morali ogrevati od zunaj. Velik del programa je posvečen vrečarjem (katerih mladiči so delno oblikovani ob rojstvu), katerih fosili so bili najdeni v Ameriki, stari 60 milijonov let. Vendar pa je zaradi premikanja celin ta vrsta sesalcev cvetela v Avstraliji. Prikazani primeri so quoll, tasmanski vrag, koala, vombat in največji vrečar, rdeči veliki kenguru. Tasmanski tiger je bil podoben volku, vendar se zdaj domneva, da je izumrl. Leta 1969 so v jami v Naracoorteju v Južni Avstraliji našli kosti bitij, kot sta 3 metre visok kenguru in divji vrečarski lev (Thylacoleo). Razlog za izumrtje teh živali naj bi bile spet podnebne spremembe. Na koncu Attenborough opisuje najbolj plodne sesalce – tiste, ki izvirajo iz severne poloble in skotijo popolnoma oblikovane mladiče. Pravi: »Placenta in maternica med njima zagotavljata določeno stopnjo varnosti in neprekinjeno preživetje, ki ji ni para v živalskem svetu.«

### 10. "Tema in variacije" (20. marec 1979)
Ta epizoda nadaljuje preučevanje sesalcev, zlasti tistih, katerih mladiči zanosijo v telesu. Attenborough se sprašuje, zakaj so ti postali tako raznoliki, in poskuša odkriti skupno temo, ki jih povezuje. Primeri primitivnih sesalcev, ki še danes živijo, so tupaje, desman in zvezdasti krt (Condylura cristata). Jedci žuželk so zelo različni, podzemna svinjka, veliki mravljinčar in luskavci kot tisti, ki jim je posvečen velik del tega programa: netopirjev, ki jih je skoraj 1000 različnih vrst. Ti so začeli leteti ponoči in možno je, da so se razvili iz tupaj, ki so skakale z drevesa na drevo, podobno kot leteča veverica. Večina netopirjev uporablja sonar za lov in navigacijo ter ultrazvok za komunikacijo. Vendar pa so nekateri njihovi pleni, kot sta Chrysopidae in tigrasti molj (Arctiinae), razvili tehnike, s katerimi jih zmedejo in se jim izognejo. Vodni sesalci so izpodrinili morske plazilce, kot je plesiozaver. Ogromna velikost kitov je povezana z zadrževanjem telesne toplote. Rast dinozavrov je bila omejena z močjo njihovih kosti, vendar se kiti zanašajo le na vodo, da podpirajo svojo težo, in so tako lahko zrasli v največje živali na svetu. Nekateri od prikazanih so kit grbavec, narval, orka in delfini. Slednji uporabljajo eholokacijo na približno enak način kot netopirji, Attenborough pa opazuje, kako najdejo predmete v vodi, tudi če imajo zavezane oči.

### 11. "Lovci in lovljeni" (27. marec 1979)
Ta epizoda raziskuje rastlinojede sesalce in njihove plenilce. Rastlinojedci so začeli poseljevati gozdove, ko so izginili dinozavri, mnogi pa so začeli nabirati hrano ponoči. Nekateri jo za pripravo na zimo shranijo v velikih količinah, nekateri prezimijo, drugi pa se znajdejo po svojih najboljših močeh. Vendar pa so se jim pridružile mesojedke in ko je suha klima sprožila širjenje trave, so plenu sledili na ravnice. Trava ni lahko prebavljiva in večina živali, ki jo jedo, jo mora povrniti in žvečiti prežvek. Na prostem so morali listojedi razviti sredstva za zaščito. Nekaj vrst se je preselilo v rove: primeri so slepa podgana, ki je popolnoma pod zemljo, in prerijski pes, ki ni. Kapibara – največji glodavec – večino svojega časa preživi v vodi. Tista, ki so razvila dolge noge in kopita, kot sta zebra in impala, iščejo varnost v hitrosti, medtem ko se večja bitja, kot se nosorogi, zanašajo na svoje oklepne kože. Slon je največja kopenska žival na svetu in je skoraj neranljiv. Geparde in leve privlačijo tisti, ki se zbirajo v velikem številu, kot je gnu. Gepard uporablja svojo veliko hitrost, medtem ko je težji lev družbeni plenilec, ki večinoma uporablja sodelovanje in prikritost, da ujame svoje žrtve, njegove metode pa so podrobno raziskane. Medtem ima tropni lovec, kot so hijene, izjemno vzdržljivost in bo sčasoma izčrpal svoj plen, kar bo olajšalo ubijanje.

### 12. "Življenje na drevju" (3. april 1979)
Predzadnji del raziskuje primate, katerih značilnost so naprej obrnjene oči za ocenjevanje razdalje in oprijemljive roke, s katerimi se oprijemajo vej, manipulirajo s hrano in drug drugega negujejo. Epizoda se začne na Madagaskarju, kjer živijo lemurji, ki jih je okoli 20 različnih vrst. Dva primera sta sifaka, ki je specializiran skakalec, in indri, ki ima dobro razvit glas. Daleč od Madagaskarja so preživeli edini sorodniki lemurjev, ki živijo ponoči, kot so galagi, potto in loris. Druge so izpodrinile opice in primitivna vrsta, ki še vedno obstaja, je najmanjša, marmozetka. Vendar Attenborough izbere opico sajmiri kot značilno za skupino. Opice žvižgači dokazujejo, zakaj so tako poimenovane – njihov zbor naj bi bil najglasnejši od vseh sesalcev – in njihovi oprijemljivi repi ponazarjajo njihovo okretnost. Vendar pa takšni repi niso značilni za opice, ki živijo v Afriki in mnoge od njih, kot so Chlorocebus (zamorske mačke) in pavijani, so prav tako srečne na tleh. Drugi so se preselili drugam, makaki iz Košime na Japonskem pa so se naučili umiti hrano pred jedjo. Večina opic se je začela gugati z dreves in njihova stopala so prav tako vsestranska kot njihove roke. Med njimi so orangutan, gibon, šimpanz in primat, s katerim se je Attenborough verjetno najbolj znano srečal, gorska gorila.

### 13. "Kompulzivni komunikatorji" (10. april 1979)
Zadnja epizoda se ukvarja z razvojem najbolj razširjene in dominantne vrste na Zemlji: ljudmi. Zgodba se začne v Afriki, kjer so se pred približno 10 milijoni let opice spustile z dreves in se podale na odprta travišča v iskanju hrane. Počasi so se prilagajale habitatu in rasle. Zaradi njihovega izostrenega vida so stale pokonci, da bi opazile plenilce, roke pa so imele proste za nošenje orožja. Poleg tega so imeli primitivni opičji ljudje (Anthropopithecus) tudi kamne, ki so jih klesali v orodja za rezanje. Počasi so postajali višji in bolj pokončni, njihovi kamniti pripomočki pa so postajali vse bolj dovršeni. Poleg tega so odprave z lovom na živali zahtevale določeno stopnjo sodelovanja, da bi dosegli uspešen izid. Zato Attenborough trdi, da so takšno predvidevanje, timsko delo in načrtovanje morali pomeniti nekaj veščine komuniciranja. Homo erectus se je postopoma razširil iz Afrike in pred približno 800.000 leti dosegel Evropo, kjer je zaradi padca temperature naselil jame. Takšna bitja so se razvijala naprej in se naučila uporabljati kremen za orožje, živalske kože za oblačila in ogenj za ogrevanje in pripravo hrane. Njihovi možgani so se popolnoma oblikovali in z uporabo sten svojih jam kot platna so slikali in se sčasoma naučili pisati. Homo sapiens je prišel. Vendar Attenborough opozarja, da samo zato, ker so ljudje dosegli toliko v tako sorazmerno kratkem času, morda ne pomeni, da bodo tam za vedno.

## Revizija 1997
Skrajšana serija z uporabo posnetkov in komentarjev izvirnika je bila predvajana leta 1997, zmontirana na tri epizode: v prvi so bile zgodnje življenjske oblike, rastline, žuželke in dvoživke; ribe, ptice in plazilci v drugi; in sesalci v tretjem.

## DVD, Blu-ray in knjiga
Serija je na voljo v Združenem kraljestvu za Regiji 2 in 4 kot komplet štirih plošč DVD (BBCDVD1233, izdan 1. septembra 2003) in kot del The Life Collection. Leta 2012 je bila serija izdana kot komplet štirih plošč Blu-ray (izdan 12. novembra 2012).
Knjiga v trdi vezavi Davida Attenborougha Življenje na Zemlji je izšla leta 1979 in postala svetovna uspešnica. Njena naslovna podoba panamske rdečeoke drevesne žabe, ki jo je posnel Attenborough sam, je postala takoj prepoznaven simbol serije. Trenutno je razprodana.
Leta 2018 je izšla revidirana in posodobljena izdaja knjige, ki je prejela ugodne ocene. Večina, če ne vse slike v izdaji 2018 so nove, vendar besedilo ostaja v bistvu enako izvirniku.

## Glasba
Avantgardna glasba Edwarda Williamsa se je ujemala z inovativnimi produkcijskimi tehnikami televizijske serije. Williams je uporabil tradicionalno komorno glasbeno zasedbo (harfa, flavta, klarinet, godala in tolkala) v kombinaciji z elektronskimi zvoki. Dela so bila oblikovana prizor za prizorom, da se sinhronizirajo s podobami na zaslonu in jih dopolnjujejo: v eni sekvenci, ki preučuje letenje ptic, instrumenti zrcalijo videz vsakega novega bitja. Zvoki so bili obdelani z zgodnjim britanskim sintetizatorjem EMS VCS 3, da bi ustvarili evokativen zvok.
»Začel sem uporabljati filtre in nadzor napetosti VCS 3 na konvencionalno ustvarjenih klasičnih zvokih orkestra. To je omogočilo vse vrste čudovitih raziskovanj novih zvokov, ki jih je bilo nato mogoče pretvoriti v glasbo.« — Edward Williams, speaking in 2009
Glasba ni bila nikoli namenjena komercialni izdaji, vendar je Williams dal natisniti 100 izvodov kot darila za vpletene glasbenike. Ena od teh plošč se je znašla v rokah Jonnyja Trunka, lastnika neodvisne založbe Trunk Records, ki se je pogajal za licenco pri BBC. Zvočni posnetek je bil končno izdan 2. novembra 2009.